# 田村海琉
田村 海琉（たむら かいる、2006年〈平成18年〉6月5日 - ）は、日本の歌手、俳優、タレント。ジュニア内男性アイドルグループ・少年忍者のメンバー。
神奈川県出身。STARTO ENTERTAINMENT所属。

## 来歴
2018年6月23日、ジャニーズ事務所に入所。同期に小田将聖、稲葉通陽、深田竜生、鈴木悠仁、山井飛翔、長瀬結星などがいる。少年忍者のメンバーとして活動する。
2022年11月、『幻奏のフイルム』で舞台初主演をつとめる。

## 人物
特技はダンス、模写。好きな食べ物はメロン、肉。妹と弟がいる。
ISLAND TVにて、たむらんどてぃーびーを投稿していた。

## 出演
少年忍者としての出演については「少年忍者#出演」を参照

### テレビドラマ
- 文豪少年!〜ジャニーズJr.で名作を読み解いた〜 第3話（2021年4月4日、WOWOW） - 主演・ネクタイ役（小田将聖とW主演）[7][8]
- 墜落JKと廃人教師（2023年4月7日 - 6月2日、毎日放送） - 高峰一馬 役[9]
  - 墜落JKと廃人教師 Lesson2（2024年6月19日 - 7月24日、毎日放送・TBS）[10]

### 映画
- 461個のおべんとう（2020年11月6日公開）- 鈴本虹輝（小学生時代）役[11][12]
- 東西ジャニーズJr. ぼくらのサバイバルウォーズ（2022年4月1日公開）- 茶谷 役[13][14]
- 鋼の錬金術師 完結編 復讐者スカー（2022年5月20日公開）[15]

### 舞台
- 幻奏のフイルム（2022年11月11日 - 20日、CBGKシブゲキ!!） - 主演・倉田奏一 役[16][17]
- 朗読劇「461個の弁当は、親父と息子の男の約束。」（2024年3月9日 - 17日、博品館劇場） - 渡辺登生 役[18]
  - 朗読劇「461個の弁当は、親父と息子の男の約束。」2025（2025年5月13日 - 18日、よみうり大手町ホール / 5月31日・6月1日、COOL JAPAN PARK OSAKA TTホール）[19]

### イベント
- 駆アガル！～あべこべ男子に憧れて〜（2025年3月22日・23日、ぴあアリーナMM）[20]

### CM
- 丸美屋食品工業（2019年）
  - 「麻婆豆腐の素シリーズ」[21]
  - 「かけうま麵用ソース」[21][22]